# Nikolái Skvortsov
Nikolái Valérievich Skvortsov (en ruso: Николай Валерьевич Скворцов; Óbninsk, Unión Soviética, 28 de marzo de 1984) es un nadador ruso de estilo mariposa.

## Palmarés
Ganó una medalla de plata (50 metros mariposa)  y una medalla de bronce (100 metros mariposa) en Campeonato Europeo de Natación de 2004. Representó a Rusia en los Juegos Olímpicos de Atenas 2004 donde fue el séptimo (200 metros mariposa).
Ganó una medalla de plata en Campeonato Europeo de Natación de 2010 (200 metros mariposa).